# Ambarès-et-Lagrave

Ambarès-et-Lagrave este o comună în departamentul Gironde din sud-vestul Franței. În 2009 avea o populație de 13.172 de locuitori.

## Evoluția populației
| An        | 1975  | 1982  | 1990   | 1999   | 2006   | 2009   |
| --------- | ----- | ----- | ------ | ------ | ------ | ------ |
| Populație | 7.622 | 8.105 | 10.195 | 11.206 | 12.706 | 13.172 |